# Affleck & Brown
Affleck & Brown was een van de belangrijkste warenhuizen in het Engelse Manchester. Het warenhuis was gevestigd in het blok van Church Street, Tib Street, Dale Street en Oldham Street.

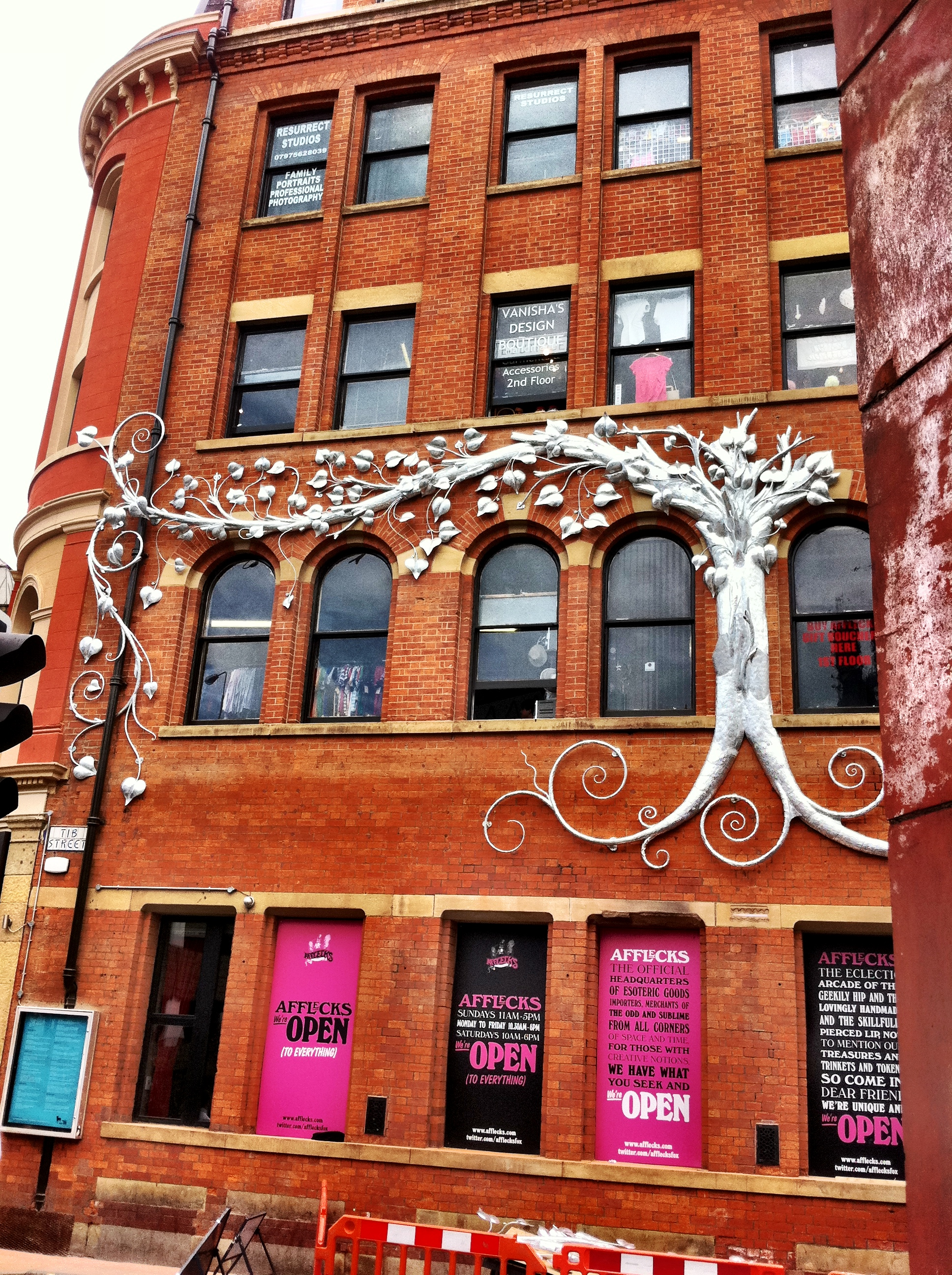
De kant van het gebouw aan Tib Street, juni 2011.

## Geschiedenis
Affleck & Brown werd in de jaren 1860 opgericht als een textielwinkel in Oldham Street. De winkel groeide uit tot een heel blok tussen Oldham Street, Church Street en Tib Street en werd een volwaardig warenhuis.  Het bedrijf had een goede reputatie als kredietwaardige textielhandelaar en stond bekend om zijn goede assortiment stoffen voor het maken van zelfgemaakte kleding en om zijn rol als bontwerker.
Na de Tweede Wereldoorlog begon de zaak achteruit te gaan, omdat de winkels wegtrokken uit Oldham Street. In de jaren 1950 werd het warenhuis overgenomen door Debenhams. Debenhams was ook eigenaar van een ander warenhuis in Manchester, Pauldens, en de aanhoudende achteruitgang van het gebied leidde in 1973 tot de sluiting van Affleck & Brown. 